# Catedral basílica de San Pedro y San Pablo (Filadelfia)
La Catedral Basílica de San Pedro y San Pablo (en inglés: Cathedral Basilica of Saints Peter and Paul) es la iglesia sede de la Arquidiócesis de Filadelfia, se encuentra en la calle 18 y el Benjamin Franklin Parkway, en el lado este de Logan Square en Filadelfia. Fue construida entre 1846 y 1864 y fue diseñada por Napoleón LeBrun - con los planes originales del reverendo Mariano Muller y el reverendo John B. Tornatore - con la cúpula y fachada palladiana diseñados por John Notman añadida después de 1850. El interior fue en gran medida decorado por Constantino Brumidi. La catedral es la iglesia católica más grande en Pensilvania, y fue incluido en el Registro Nacional de Lugares Históricos de Estados Unidos en 1971. En 1979 el Papa Juan Pablo II celebró una misa en la catedral, y en 2015 el papa Francisco lo hizo también.